# Kasper Andersen
Kasper Andersen (nasceu a 3 de Agosto de 1984 em Silkeborg, Dinamarca) é um piloto de carros dinamarquês. Foi campeão de Fórmula Renault Nórdica em 2004, e competiu na Fórmula Renault Alemã no mesmo ano.
Em 2003 estreou.se na Fórmula Renault 2000 Eurocup, onde pilotou em 2 corridas.
Em 2007, Kasper Andersen venceu 2 corridas na Fórmula Masters e obteve 2 pódios no Campeonato Italiano de Fórmula 3000.
Em 2008, Kasper Andersen esteve na Fórmula Masters com a equipa italiana Trident Racing. A Trident disputa também as GP2 Series, e Kasper Andersen testou o carro desta equipa para a temporada de 2008. Também em 2008, Kasper Andersen pilotou o carro do Olympiacos CFP na Superleague Fórmula.
Em 2009, Kasper Andersen vai pilotar o carro do clube dinamarquês FC Midtjylland na Superleague Fórmula.´